# Georg Elser

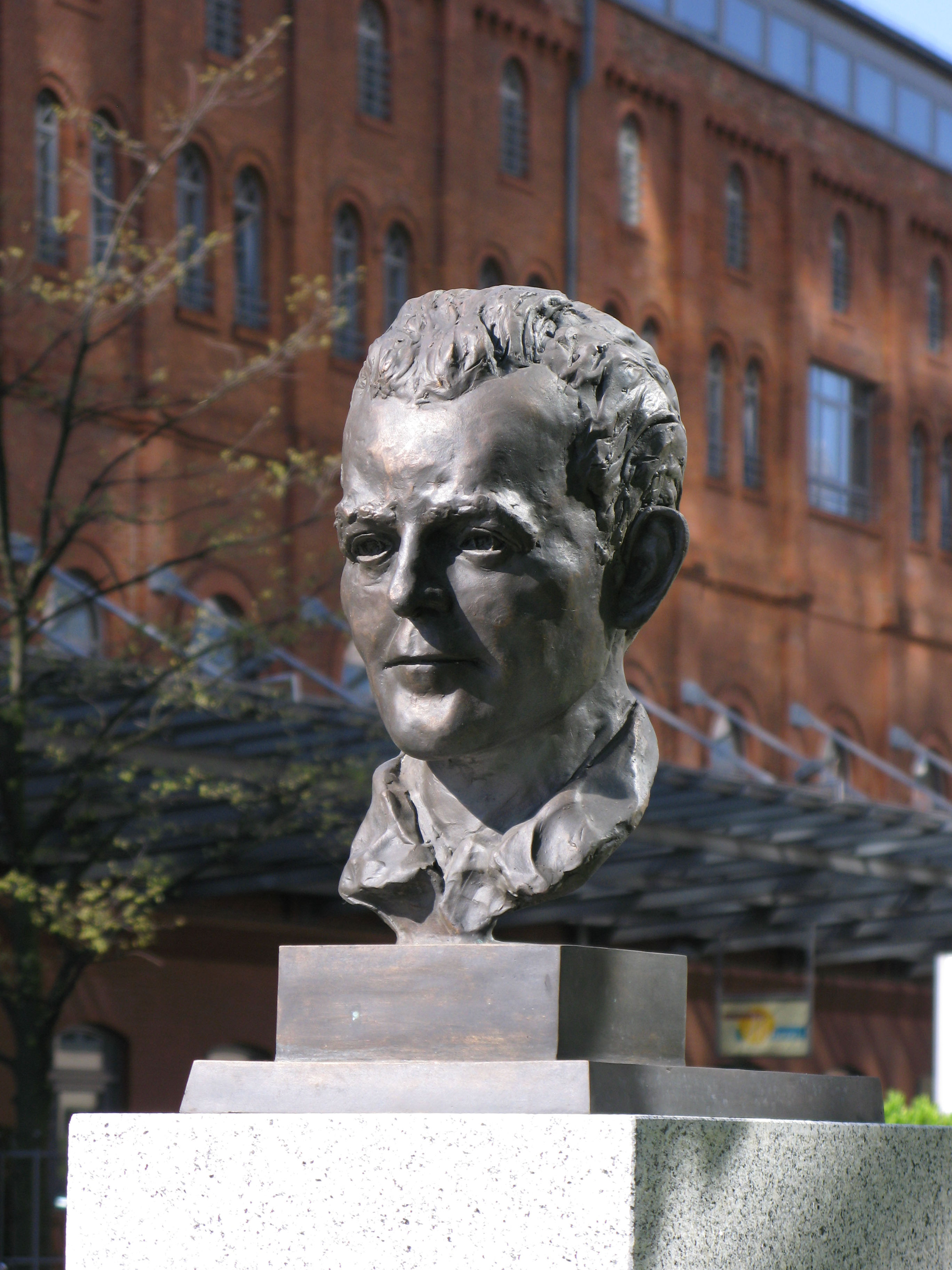
Portretbuste van Georg Elser uit 2008 in Berlijn van Kay Winkler

Johann Georg Elser (Hermaringen, 4 januari 1903 - Dachau, 9 april 1945) was een Duitse meubelmaker die zich tegen het nationaalsocialisme verzette. Hij pleegde op 8 november 1939 in de Bürgerbräukeller in München een bomaanslag op Adolf Hitler en de leidinggevende figuren van de NSDAP.

## Aanleiding voor de aanslag
Elser, een timmerman/meubelmaker, was aanvankelijk antinazi vanwege zijn linkse sympathieën. Hij verafschuwde de onderdrukking van links en van de burgerrechten in het algemeen. Begin jaren 30 was zijn voornaamste argument tegen Hitler de onderdrukking van de arbeiders ten gunste van het grootkapitaal. Elser weigerde de Hitlergroet te brengen of naar Hitlers radiotoespraken te luisteren.
Na drie maanden werkloosheid begon hij in december 1936 als hulparbeider in de lichtarmaturenfabriek Waldenmaier te Heidenheim te werken, aanvankelijk als polijster, maar vanaf de zomer 1937 op de expeditieafdeling waar hij de binnenkomende goederen behandelde. Daar merkte hij dat er binnen het bedrijf ook een "speciale afdeling" was waar kruit en ontstekingsmechanismen verwerkt werden. Tijdens deze periode raakte hij steeds sterker overtuigd van de rampzalige invloed van het nazibewind op de levensomstandigheden van de arbeiders. Bovendien werd het volgens Elser in 1938, als gevolg van de Oostenrijkse Anschluss in maart en de annexatie van het Tsjechische Sudetenland via diplomatieke weg in oktober, duidelijk dat Hitler uit was op oorlog. Volgens Elser zou dit slechts leiden tot de vernietiging van Duitsland. Hij kwam tot de conclusie dat de enige manier om dit te vermijden de dood van de nazileiding was, te weten Adolf Hitler, Hermann Göring en Joseph Goebbels.
Elser woonde op 8 november 1938 Hitlers jaarlijkse toespraak in de Bürgerbräukeller bij, waar de mislukte Bierhalleputsch van 1923 werd herdacht. Hij merkte op dat het evenement slecht beveiligd was terwijl meerdere nazikopstukken, inclusief Hitler, bij elkaar kwamen. Na de Kristallnacht was Elser vastbesloten. Een regering die tot dergelijk geweld in staat was zou, volgens Elser, ook weinig scrupules hebben om een internationale oorlog te beginnen.

## Voorbereiding en uitvoering van de aanslag
Elser had nu een jaar de tijd om zijn aanslag voor te bereiden. Al tijdens zijn baan op de expeditieafdeling bij Waldenmaier had hij een voorraad kruit weten te stelen. Toen hij daar in maart 1939 opstapte na een conflict met een ander personeelslid solliciteerde hij doelbewust naar een baan in een steengroeve in het nabije Königsbronn met de bedoeling er nog meer explosieven te stelen voor zijn bom. Hoewel hij er zelf niet met springstoffen werkte, kon hij, mede door de slordige manier waarop de voorraden beheerd werden, in meerdere diefstallen voldoende materiaal ontvreemden voor de geplande aanslag. Door een arbeidsongeval, waarbij hij een beenbreuk opliep, beschikte Elser vanaf medio mei over twee maanden tijd waarin hij zich volledig kon toeleggen op het ontwerpen van een zelfgemaakt ontstekingsmechanisme. Hiervoor dacht hij een geweerkogel te gebruiken die hij gestuurd door een tijdmechanisme zou afvuren op een van de gestolen springbuisjes, die de eigenlijke bom zou doen ontploffen. Half juli was hij klaar met zijn ontwerp en testte hij dit meermaals succesvol uit in de boomgaard van de ouderlijke woning. Zijn job in de steengroeve liet hij voor wat ze was en op 5 augustus verhuisde hij naar München onder het voorwendsel daar een baan als meubelbewerker te hebben gevonden.
Na zijn eerste bezoek aan de Bürgerbräukeller in november 1938 was hij er in april 1939 al een eerste keer teruggekeerd om de nodige opmetingen te maken van de steunpilaar waarin hij de springlading wilde verbergen. Bij die gelegenheid had hij er zelfs tevergeefs gepoogd een baan te krijgen. Gedurende meer dan 30 nachten liet Elser zich telkens insluiten en wist hij op de bovengalerij van de grote zaal ongemerkt de steunpilaar, die zich pal achter de plek bevond waar Hitler zijn jaarlijkse toespraak hield, voldoende uit te hollen om ruimte te maken voor zijn bom.
Dit moeizame werk, dat hij zo stil mogelijk diende uit te voeren met wat handgereedschap, kon hij voor de dagelijkse bezoekers verstoppen door de houten lambrisering rond de pilaar een eerste keer los te wrikken en om te bouwen tot een deurtje dat hij makkelijk kon verwijderen en terugplaatsen. Elke nacht na enkele uren werken verstopte Elser zich in een afgeschermde opslagruimte op de bovengalerij om te rusten en er het puin te verbergen, tot de zaal 's morgens tussen zeven en acht terug geopend werd waarna hij ongemerkt verdween. Slechts één keer werd Elser bij het verlaten van de opslagruimte ontdekt door een bediende van de zaak die een kartonnen doos kwam halen. Zonder enig woord te spreken verdween deze, om kort nadien terug te komen met de directeur. Elser, die ondertussen aan een tafeltje op de galerij was gaan zitten, wist zich met een smoes uit de situatie te redden, en de ontdekking bleef zonder gevolg. Begin november was Elser klaar met het uithollen en op 2 en 3 november bracht hij de explosieven aan. In de nacht van 5 op 6 november plaatste hij het zelfgemaakte tijdsgestuurde ontstekingsmechanisme en stelde hij het in op 8 november 21.20. Dit tijdstip was bepaald op basis van de duur van Hitlers toespraak in 1938, toen hij zelf aanwezig was, en deze van de voorgaande jaren. Tijdens de laatste nacht voor de geplande ontploffing controleerde hij of het tijdsmechanisme nog steeds liep, waarna hij München definitief verliet.
De aanslag op Hitler mislukte doordat Hitler wegens het slechte weer niet per vliegtuig maar met de trein naar Berlijn terugkeerde. Daarom was hij eerder met de toespraak begonnen en vroeger vertrokken dan verwacht. Om 21.20 uur ontplofte de bom, een deel van de bierkelder stortte in. Hitler had het pand op dat moment zo'n acht minuten eerder verlaten. Bij de aanslag vielen 63 gewonden en kwamen acht mensen om het leven, onder wie zeven leden van de NSDAP. Het vertrek van Hitler hing samen met de voorbereiding van het offensief in het westen, dat uiteindelijk uitgesteld zou worden tot mei 1940. In totaal werden er 42 aanslagen op Hitler gepland of uitgevoerd.

## Vlucht, vervolging en gevangenschap
Elser was al bij de opzet van zijn aanslag van plan naar Zwitserland te vluchten. Vanuit München vertrok hij richting Konstanz bij de Duits-Zwitserse grens, een stad die hij goed kende doordat hij er jarenlang gewoond en gewerkt had. Bij zijn poging om, nog voor het afgaan van de bom, op 8 november om kwart voor negen 's avonds de grens ongezien over te steken, werd hij door twee grensbewakers opgemerkt en meegenomen voor ondervraging naar de douanepost. Het feit dat hij de grensbewakers een verlopen grenspas toonde, die hij nog bezat uit de periode dat hij in Konstanz woonde en in Zwitserland werkte, maakte hem verdacht. Hij droeg geen smokkelwaar op zich maar gereedschap en notities over het maken van explosieven, alsook een postkaart van de Bürgerbräukeller in München. Voor verdere ondervraging werd hij overgebracht naar de Gestapo te München waar hij uiteindelijk de aanslag zou bekennen. Tijdens zijn verhoor zei hij dat hij Hitler had willen ombrengen om zo de slavernij van het Duitse volk en de oorlog te beëindigen. Elser werd afgevoerd naar het hoofdkwartier van de Gestapo in Berlijn waar men hem onder foltering verder ondervroeg in de hoop dat hij er toe zou komen mededaders en opdrachtgevers te verraden. Voor propagandadoeleinden had het regime immers al gesproken van een complot door de Britse geheime diensten, en men kon nauwelijks geloven dat Elser alleen had gehandeld. Ze achtten één persoon immers niet in staat om zo'n aanslag alleen te plannen en uit te voeren. De Gestapo liet Elser zelfs het zelfgebouwde mechanisme nabouwen in de gevangenis en in de Bürgerbräukeller demonstreren hoe hij de pilaar had uitgehold en de bom geplaatst. Ook verschillende familieleden werden opgepakt, naar Berlijn gebracht voor ondervraging en met Elser geconfronteerd om hun eventuele betrokkenheid te achterhalen.
Toen eenmaal duidelijk werd dat Elser inderdaad alleen gehandeld had, werd hij in Sachsenhausen en uiteindelijk in Dachau opgesloten. Daar kreeg hij een kamer voor zichzelf en een naar verhouding betere behandeling. Andere gevangenen, zoals Martin Niemöller, meenden daarom zelfs dat Elser helemaal geen echte gevangene maar een SS'er was, en dat de aanslag opgezet was om Hitler een aura van onkwetsbaarheid te bezorgen. De ware reden was echter dat de nazi's Elser na de overwinning in een showproces wilden veroordelen en uiteindelijk terechtstellen. Kort voor het einde van de oorlog liet Hitler in een laatste aanval van rancune een aantal politieke opponenten vermoorden. Elser was een van hen en werd op Hitlers bevel op 9 april 1945 met een nekschot omgebracht. Elser wordt door Geert Mak in diens boek In Europa een lichtpuntje genoemd in een overigens donkere periode.

## Nagedachtenis en gedenktekens
Na de oorlog raakte de door Elser gepleegde aanslag eerst in de vergetelheid, maar later begon men die als een verzetsdaad te beschouwen.
Het Oost-Duitse regime beschouwde hem als een individualist met onvoldoende communistische geloofsbrieven. West-Duitsland vierde liever de conservatieve aristocraat Claus Schenk von Stauffenberg, die in juli 1944 de andere bijna gelukte aanslag op Hitler pleegde. Elser was geen deel van de gedenkcultuur. Pas in 1989 verscheen een eerste biografie en het duurde tot na de eeuwwisseling vóór zijn naam verbonden werd aan straten, gebouwen, prijzen en gedenktekens. In zijn woonplaats Heidenheim an der Brenz werd in 1972 voor hem een kleine gedenksteen opgericht in het gemeentedeel Heidenheim-Schnaitheim op het naar hem genoemde terrein de Georg-Elser-Anlage. In 2006 kreeg het daar een opvallender plek.
Op 11 april 2010 is op het station van Königsbronn een 2,20 meter hoog standbeeld van Elser onthuld. Voor deze plaats is gekozen omdat hij hiervandaan naar München reisde, waar hij later de aanslag zou plegen.
Op initiatief van Rolf Hochhuth werd een gedenkteken voor Georg Elser opgericht op de plaats van de voormalige Hitlerbunker in Berlijn. De 17 meter hoge sculptuur van Ulrich Klages werd op 8 november 2011 onthuld.
In 2019 richtte zijn geboorteplaats een standbeeld voor hem op.

## Films
- 1989 - Georg Elser - Einer aus Deutschland
- 2015 - Elser